# Lagmansereds landskommun
Lagmansereds landskommun var en tidigare kommun i dåvarande Älvsborgs län.

## Administrativ historik
Kommunen bildades i Lagmansereds socken i Bjärke härad i Västergötland när 1862 års kommunalförordningar trädde i kraft.  
Vid kommunreformen 1952 uppgick den i Bjärke landskommun som upplöstes 1974 då denna del uppgick i Trollhättans kommun. 